# Szalagos sáska
A szalagos sáska (Oedaleus decorus) a sáskafélék családjába tartozó, Eurázsiában és Észak-Afrikában honos sáskafaj.

## Megjelenése
A szalagos sáska testhossza a hím esetében 18-24 mm, a nőstény 25-38 mm. Közepes termetű, erőteljes alkatú faj. Alapszíne változatos, zöld, barna vagy szürke is lehet, sok kis sötét folttal tarkítva. Jellegzetessége a torpajzson lévő, X-et formázó négy fehér csík. A torpajzs középső éle jól látszik és kissé ívelt. A szárnyak jóval túlérnek a hátsó térden. Az elülső szárnyakon két-vagy három keresztsáv látható, a vége szabálytalanul pettyezett. A hátsó szárny közepén széles, cakkos, sötét sáv húzódik, töve sárgás vagy zöldes. A hátsó comb alsó oldala sárgás vagy vöröses.
Nem ciripel. Repülés közben a vándorsáskához hasonló zörgő, kereplő hangot ad ki. A rivalizáló hímek halk, zümmögésszérű hanggal kommunikálnak, illetve a hímek a nőstényekkel szemben fél-egy másodperces udvarló hangot hallatnak. 

### Hasonló fajok
A marokkói sáska hasonlít hozzá.

## Elterjedése
Eurázsiában és Észak-Afrikában honos az Ibériai-félszigettől egészen Közép-Ázsiáig. Elsősorban a mediterrán vidék jellemző sáskája, északra kb. Párizsig hatol. Magyarországon viszonylag ritka, főleg az Alföldön található meg. 

## Életmódja
A száraz és meleg élőhelyek, homoki- és sziklagyepek, degradált legelők, homokpuszták, száraz szikespuszták, délies kitettségű, köves lejtősztyepek sáskája. Fontos, hogy a növényzet ne borítsa be teljesen a talajt, legyenek rajta nyílt, gyorsan felmelegedő részek.
Kifejlett egyedeivel július elejétől szeptember végéig találkozhatunk. A nőstények a vegetációval nem borított, csupasz, laza talajba rakják petéiket. Az áttelelő petékből kikelő lárvák ötször vedlenek. 

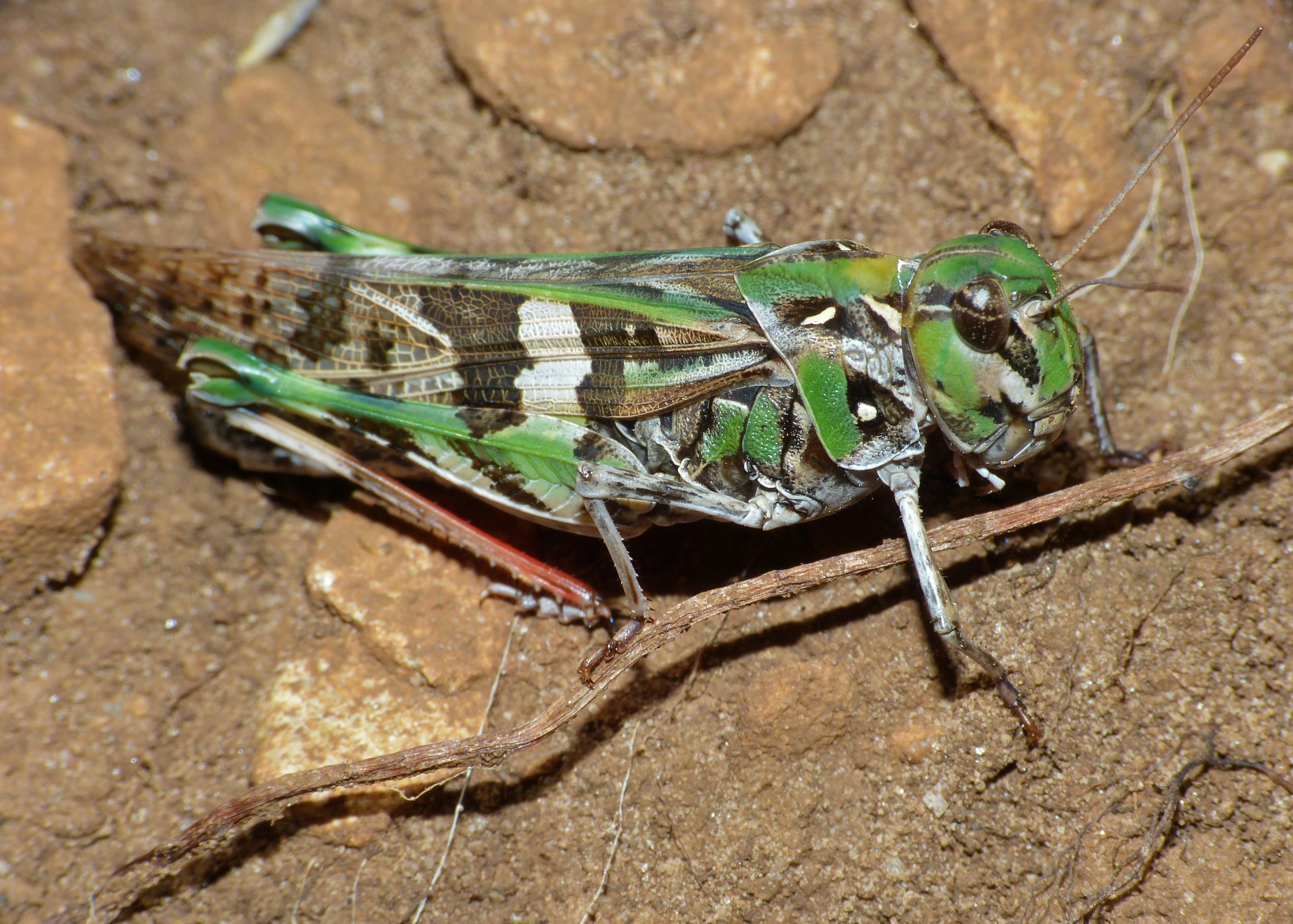
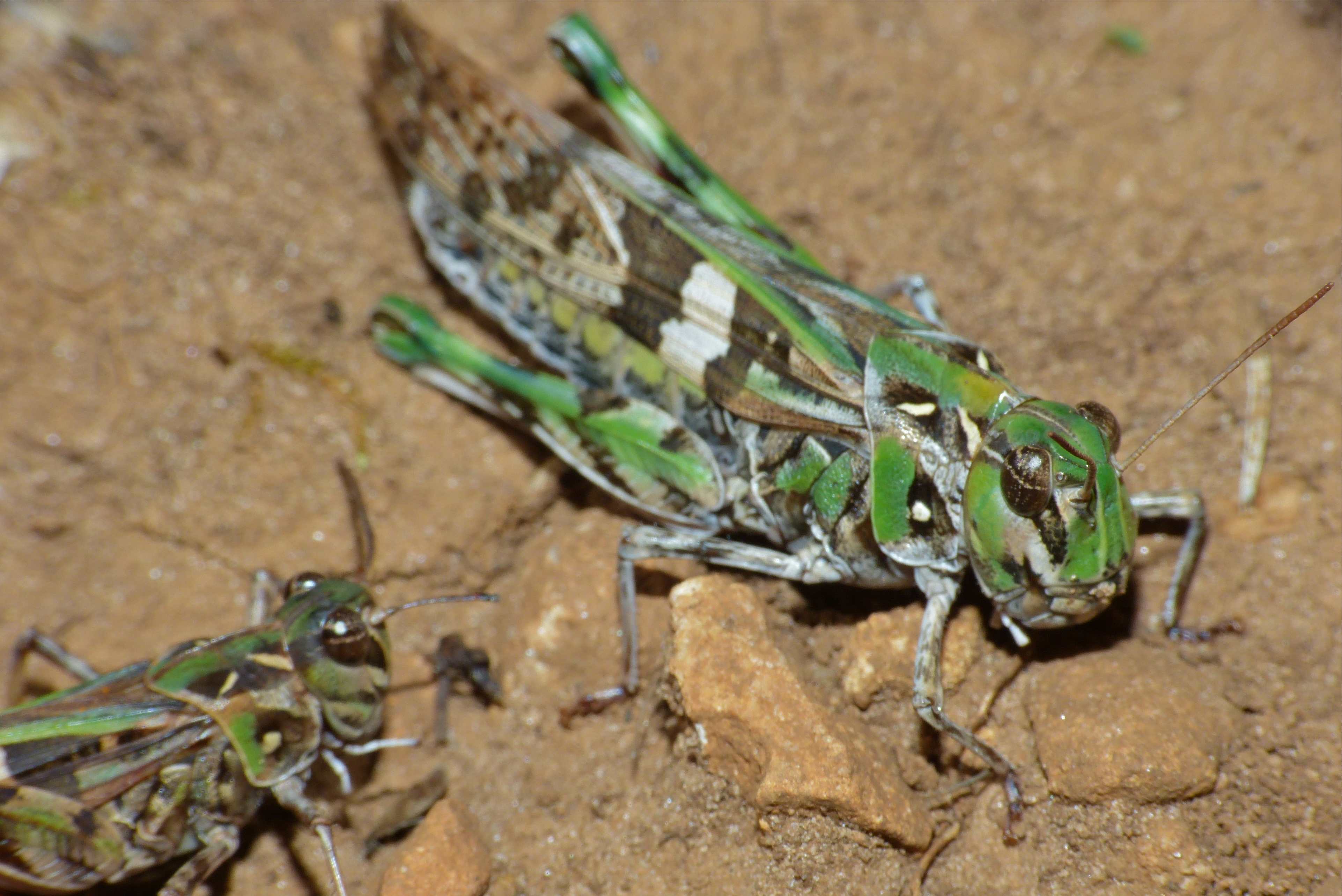
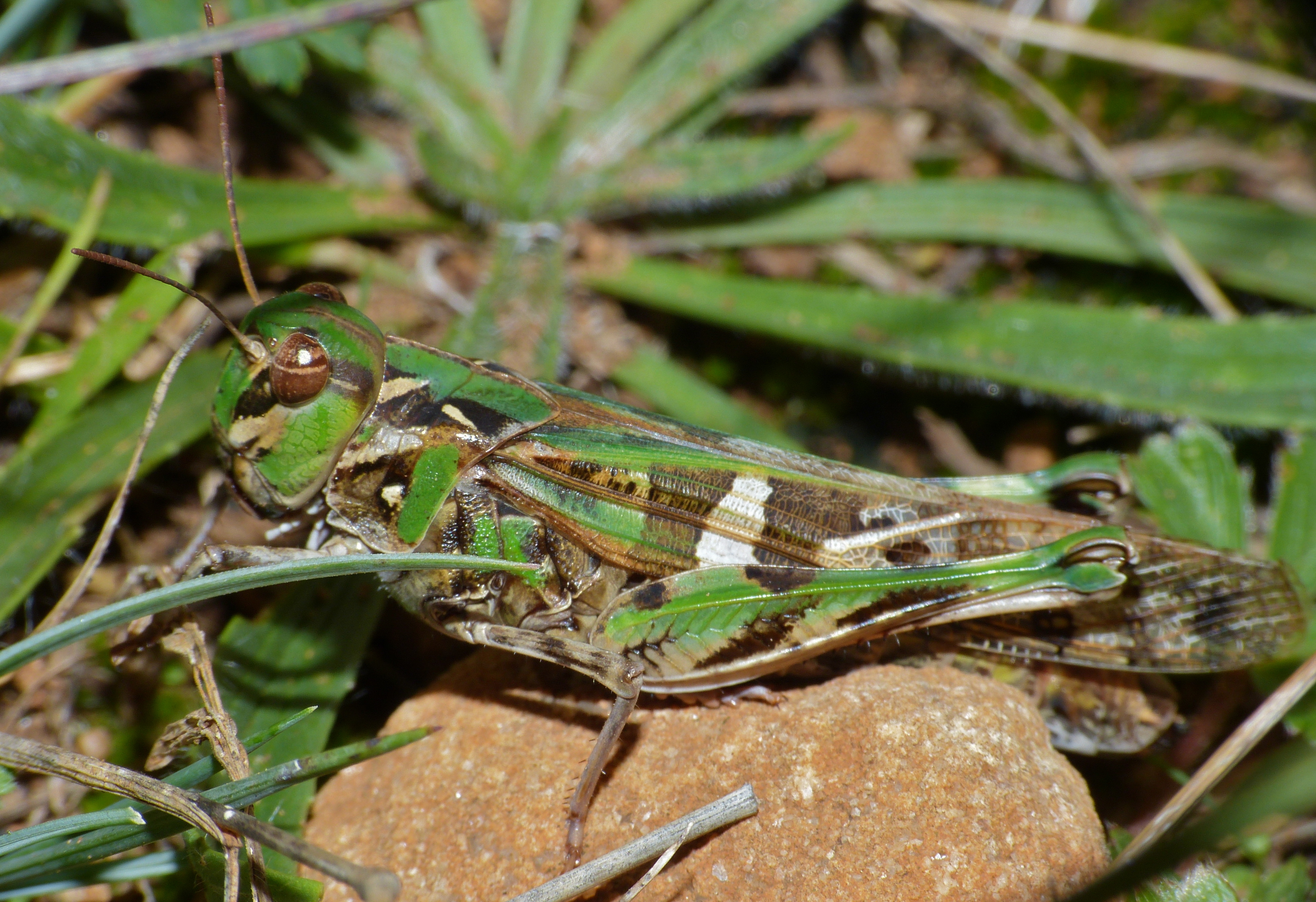
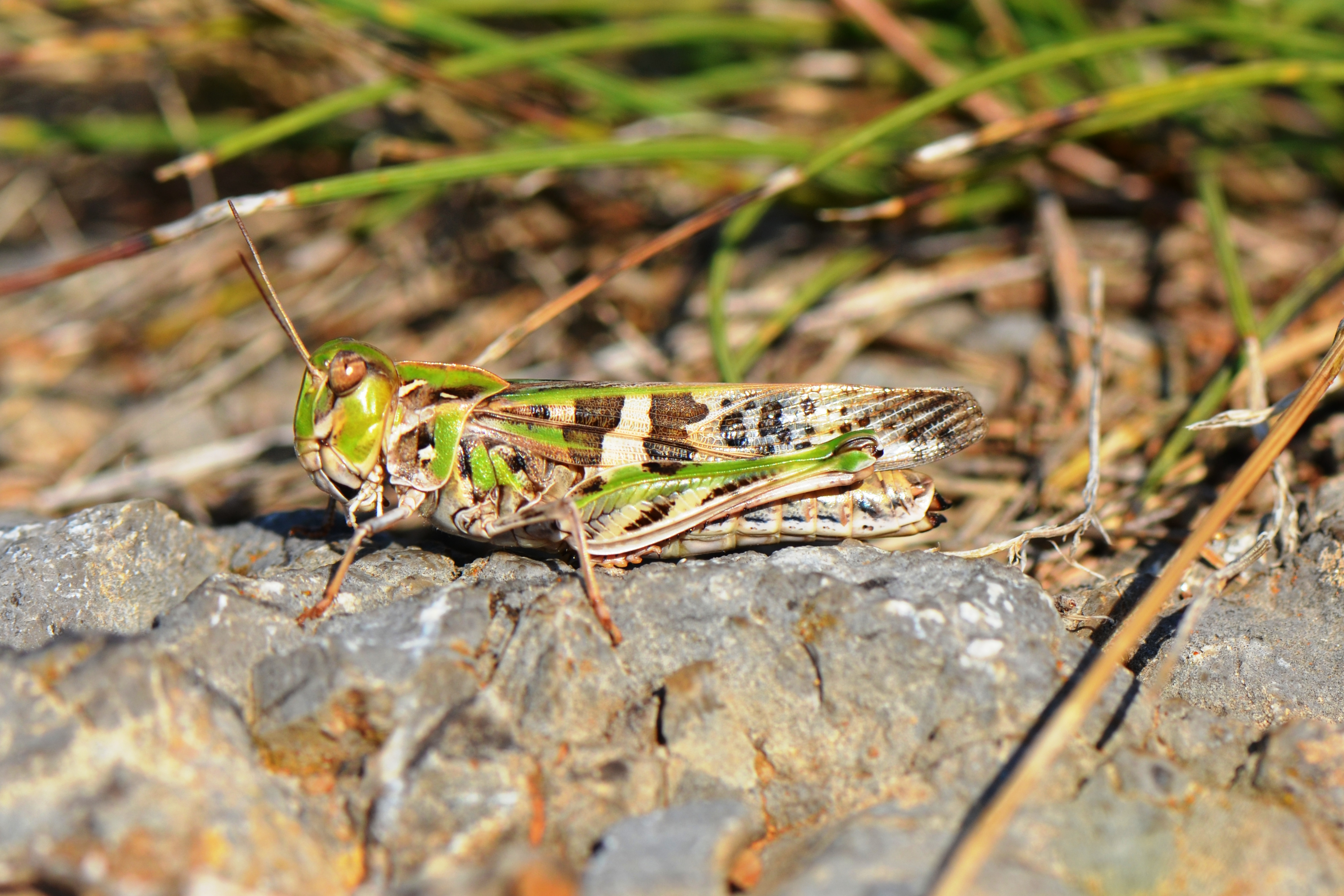
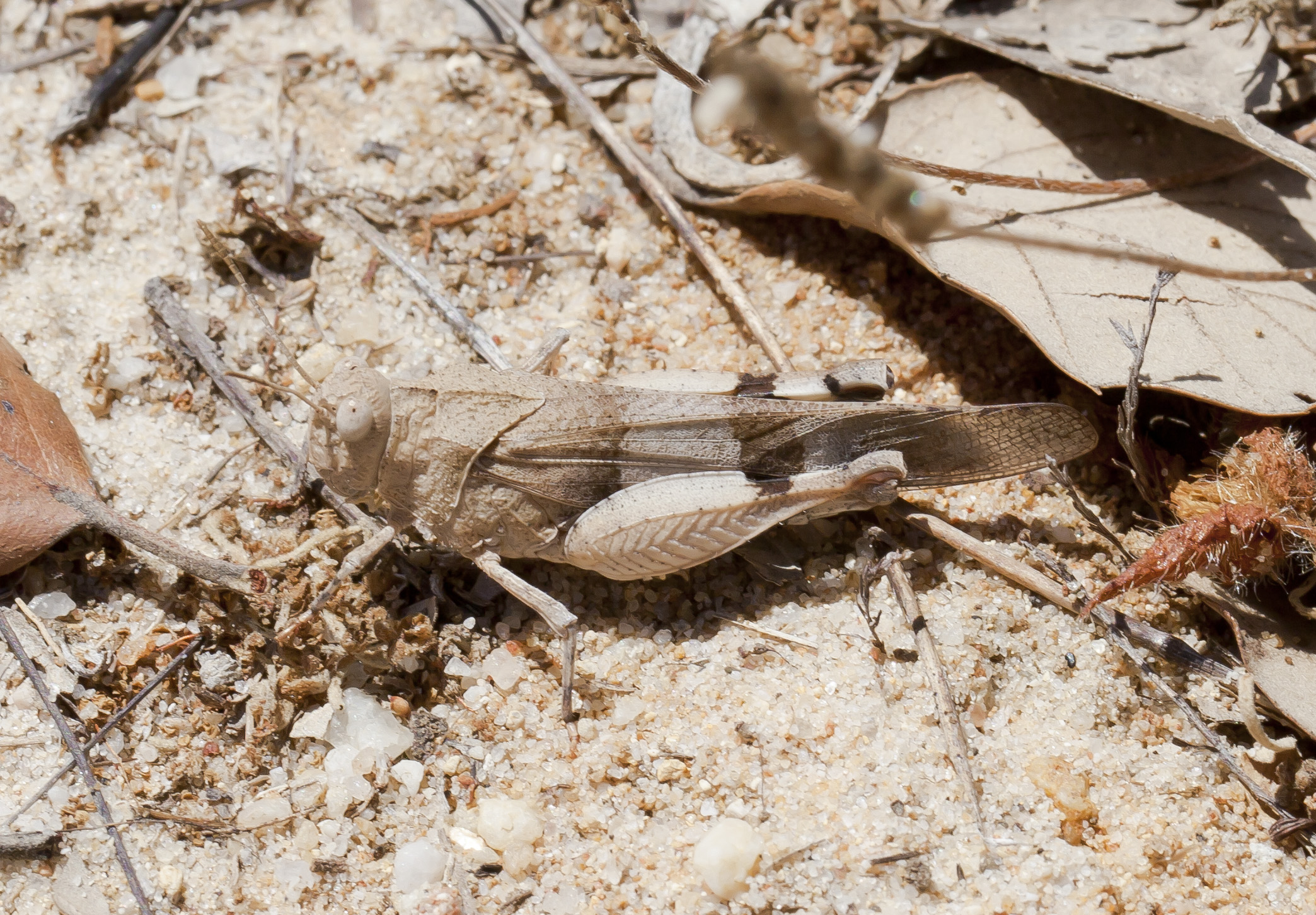

Magyarországon nem védett.